# Tigard
Tigard az Amerikai Egyesült Államok északnyugati részén, Oregon állam Washington megyéjében helyezkedik el. A 2010. évi népszámláláskor 48 035 lakosa volt; 2007-ben Oregon 12. legnépesebb városa. A város területe 30,59 km², melynek 100%-a szárazföld.
A város Beavertontól délre, Tualatintól északra, a portlandi agglomerációban helyezkedik el. A legfontosabb átmenő útvonalak az Interstate 5, valamint a 99W, a 210-es és 217-es utak. A településen a tömegközlekedést a Trimet biztosítja buszokkal és hévvel (Westside Express Service).
Városi rangot 1961-ben kapott.

## Történet

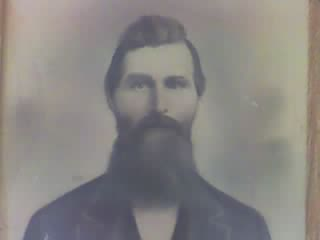
Wilson Tigard

A Willamette-völgy sok más településéhez hasonlóan ide is több telepes család érkezett. A legnevezetesebb a Tigard család, melynek családfője William M. Tigard volt. 1852-ben érkeztek meg az East Butte-ként ismert helyre; megépítették az East Butte Schoolt, egy vegyesboltot (ami 1886-tól egyben a postahivatal is volt), valamint egy tárgyalótermet. 1886-ban a közösséget Tigardville-re keresztelték át. A Bull-hegy lábánál, a bolttól délre az evangélikusok megépítették az Emanuel Evangélikus Templomot. Az 1890-es években John Gaarde a bolttal szemben egy kovácsüzemet létesített, 1896-ban pedig egy új iskolát építettek az újonnan érkező, főként német bevándorlóknak.
1907–1910 között nagyot nőtt a népesség, ahogy a főutcán egyre több üzlet jelent meg. Új postahivatal és egy béristálló nyílott. A telefonszolgáltatás 1908-ban indult.
1910-ben az Oregon Electric Railway megjelenésével egyre tovább növekedett a közösség, farmerfaluból várossá fejlődött; városi rangot 1961-ben kapott. A települést 1907-ben a vasúttársaság nevezte át Tigarddá, hogy könnyebben megkülönböztethető legyen a közeli Wilsonville-től. Ezek után leginkább az északkeleti területeket akarták fejleszteni.
1911-től van elektromosság a településen, amikor a Tualatin Valley Electric Company létrehozta a Sherwood-Tigard-Tualatin hálózatot. 1912-ben William Ariss kovácsműhelyet létesített a főutcán, ami később egy modern szolgáltatóközponttá fejlődött. Az 1930-as évekre az összes utcát leburkolták, és egy új iskola is épült.
1994-ben a város elvesztett egy pert Florence Dolan üzlettulajdonossal szemben. A Legfelsőbb Bíróság határozata alapján a városok nem szabhatnak feltételeket a telekbővítési engedélyekért cserébe.
2004-ben megszavazták a közeli Bull Mountain Tigardhoz csatolását, de ezt az ottaniaknak sikerült megakadályozni.

## Népesség
Tigard északi része, Metzger és Bull Mountain a 97223-as, Tigard déli része, King City és Durham pedig a 97224-es irányítószámot használja. A küldeményeket Portlandben dolgozzák fel. A helyi postahivatal és a postafiókok irányítószáma 97281. Körzethívószámok: 503 és 971.

### 2010
A 2010-es népszámláláskor a városnak 48 035 lakója, 19 157 háztartása és 12 470 családja volt. A népsűrűség 1570,3 fő/km2. A lakóegységek száma 20 068, sűrűségük 656 db/km2. A lakosok 79,6%-a fehér, 1,8%-a afroamerikai, 0,7%-a indián, 7,2%-a ázsiai, 0,9%-a a Csendes-óceáni szigetekről származik, 5,9%-a egyéb, 4%-a pedig kettő vagy több etnikumú. A spanyol vagy latino származásúak aránya 12,7% (10% mexikói, 0,3% Puerto Ricó-i, 0,1% kubai, 2,3% egyéb spanyol vagy latino származású.)
A háztartások 33,3%-ában élt 18 évnél fiatalabb. 50,4% házas, 10% egyedülálló nő, 4,6% egyedülálló férfi, 34,9% pedig nem család. 26,% egyedül élt; 8,7%-uk 65 éves vagy idősebb. Egy háztartásban átlagosan 2,49 személy élt; a családok átlagmérete 3,04 fő.
A medián életkor 37,4 év volt. A város lakóinak 24,1%-a 18 évesnél fiatalabb, 8,1% 18 és 24 év közötti, 29,2%-uk 25 és 44 év közötti, 27,4%-uk 45 és 64 év közötti, 11,3%-uk pedig 65 éves vagy idősebb. A lakosok 49%-a férfi, 51%-a pedig nő.

### 2000
A 2000-es népszámláláskor  a városnak 41 223 lakója, 16 507 háztartása és 10 746 családja volt. A népsűrűség 1347,6 fő/km2. A lakóegységek száma 17 369, sűrűségük 567,8 db/km2. A lakosok 85,38%-a fehér, 1,14%-a afroamerikai, 0,61%-a indián, 5,57%-a ázsiai, 0,53%-a a Csendes-óceáni szigetekről származik, 3,76%-a egyéb-, 3%-a pedig kettő vagy több etnikumú. A spanyol vagy latino származásúak aránya 8,9% (6,2% mexikói, 0,2% Puerto Ricó-i, 0,1% kubai, 1,7% pedig egyéb spanyol/latino származású.)
A háztartások 33,5%-ában élt 18 évnél fiatalabb. 52% házas, 9,2% egyedülálló nő; 34,9% pedig nem család. 26,7% egyedül élt; 7,8%-uk 65 éves vagy idősebb. Egy háztartásban átlagosan 2,48 személy élt; a családok átlagmérete 3,03 fő.
A város lakóinak 25,5%-a 18 évesnél fiatalabb, 9% 18 és 24 év közötti, 34,1%-uk 25 és 44 év közötti, 24,1%-uk 45 és 64 év közötti, 10%-uk pedig 65 éves vagy idősebb. A medián életkor 34 év volt. Minden 100 nőre 96 férfi jut; a 18 évnél idősebb nőknél ez az arány 92,8.
A háztartások medián bevétele 51 581 amerikai dollár, ez az érték családoknál $61 656. A férfiak medián keresete $44 597, míg a nőké $31 151. A város egy főre jutó bevétele (PCI) $25 110. A családok 5%-a, a teljes népesség 6,6%-a élt létminimum alatt; a 18 év alattiaknál ez a szám 7,8%, a 65 évnél idősebbeknél pedig 3,6%.

## Gazdaság
A legnevezetesebb tigardi cégek: Consumer Cellular, Gerber Legendary Blades, LaCie és a Stash Tea Company. Ezen kívül a városban található a Washington Square pláza, mely Oregon egyik legnagyobbika. A Bridgeport Village bevásárlóközpontban lévő Medical Teams Internationalt is a településen alapították.

### Legnagyobb foglalkoztatók
A 2014-es adatok alapján a legnagyobb foglalkoztatók:
| Foglalkoztató                                 | Alkalmazottak száma |
| --------------------------------------------- | ------------------- |
| Capital Ones Services                         | 861                 |
| Tigard-Tualatini Iskolakerület                | 779                 |
| Nordstrom                                     | 422                 |
| Macy's                                        | 404                 |
| Oregoni Közfoglalkoztatottak Nyugdíjközpontja | 396                 |
| Costco Wholesale                              | 273                 |
| Tigardi Önkormányzat                          | 257                 |
| Winco                                         | 176                 |
| Albertson's                                   | 174                 |

## Városvezetés
A rendfenntartást és a tűzvédelmet a Tualatin Valley Fire and Rescue látja el.

### Korábbi polgármesterek
- 1974–1984: Wilbur Bishop
- 1984: Ken Scheckla
- 1984–1986: John Cook
- 1987–1988: Tom Brian
- 1989–1994: Gerald Edwards
- 1994: Jack Schwab
- 1994–2000: Jim Nicoli
- 2001–2003: Jim Griffith
- 2003–2012: Craig Dirksen

## Kerületek

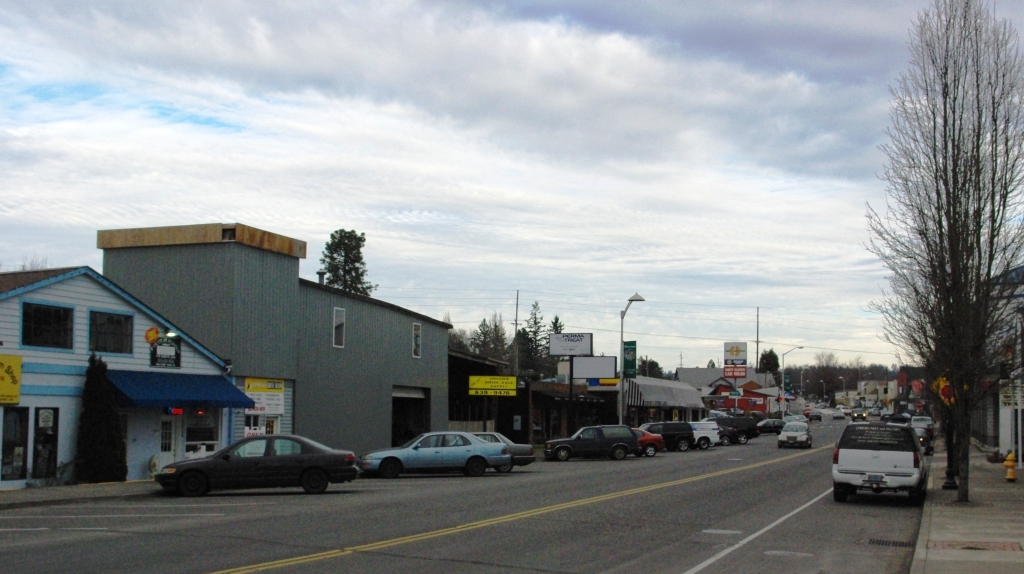
A főutca

Tigard 13 , iskolák és közlekedési csomópontok köré szerveződött területre van osztva. Mindegyiket számmal azonosítják; némelyiknek nem hivatalos neve is van. Az 1-es területnek nincs neve; a 2-est a Summerlake Park után gyakran nevezik Summerlake-nek; a 3-asban található Greenburg történelmi kerület; a 4-est Metzgernek is nevezik (habár nagyobb része nem tartozik a város fennhatósága alá); az 5-öst Tigard Triangle-nek is nevezik, mivel a 99W és 217-es utak, valamint az Interstate 5 háromszöget alkotnak.
A 6-os területen fekszik a belváros és a városháza, valamint hosszútávú fejlesztési tervek is vannak a megújítására. A 7-est a Bonita Road és a Bonita Park után Bonitának is nevezik; a 8-as neve Southview, és a Bull-hegy alatt, a Kis-Bull-hegynél található; a 9-es Cook Park kerület, itt található a város legnagyobb parkja, valamint a Tigard High School is. A 10-es Central Tigard; itt volt a régi belváros, melynek területén ma a 99W út mentén elhelyezkedő pláza található. A 11-esnek nincs neve; a 12-es Bull Mountain keleti, a városhoz tartozó része; a 13-as West Tigard, mely Bull Mountain északnyugati részénél fekszik.

## Infrastruktúra

### Oktatás
A város iskoláit a Tigard-Tualatini Iskolakerület működteti; ez alól kivételt képez az északnyugati városrész, amely a beavertoni kerület fennhatósága alá esik. A tigardi kerületnek 10 általános- és 2 középiskolája, valamint 2 gimnáziuma van. Ezek a következők: Tigard High School, Fowler Middle School, Twality Middle School, Alberta Rider Elementary, CF Tigard Elementary, Durham Elementary, Mary Woodward Elementary, Deer Creek Elementary és Templeton Elementary School; ezen kívül itt található az alternatív oktatást nyújtó Durham Education Center. A magániskolák a Gaarde Christian School, az Oregon Islamic Academy és a Westside Christian High School. Az 1980-as évektől 1992-ig a Twality Middle Schoolban volt a Portland Japanese School székhelye, mely japánoknak kínált hétvégi oktatást.
A városban elérhető felsőoktatási intézmények az Everest Főiskola és a Phoenixi Egyetem helyi kampuszai, valamint az Amerikai Nemzeti Egyetem. A közelben, Portlandben helyezkedik el a Lewis & Clark Főiskola.
1963-tól működik a Tigardi Közkönyvtár.

### Közlekedés
Az Interstate 5 a város keleti határánál halad el, innen ágazik le a 217-es út. A többi főbb útvonal a 99W út, valamint a Boones Ferry Road és a Hall Boulevard, melyek a 141-es út részei. Északon a várost Beavertontól a 210-es út választja el.
A településen a tömegközlekedést a Trimet biztosítja buszokkal és hévvel (Westside Express Service). A hévnek egy megállója van itt (Tigard Transit Center), a buszok pedig a Washington Square Transit Centertől indulnak.

## Helyi látnivalók

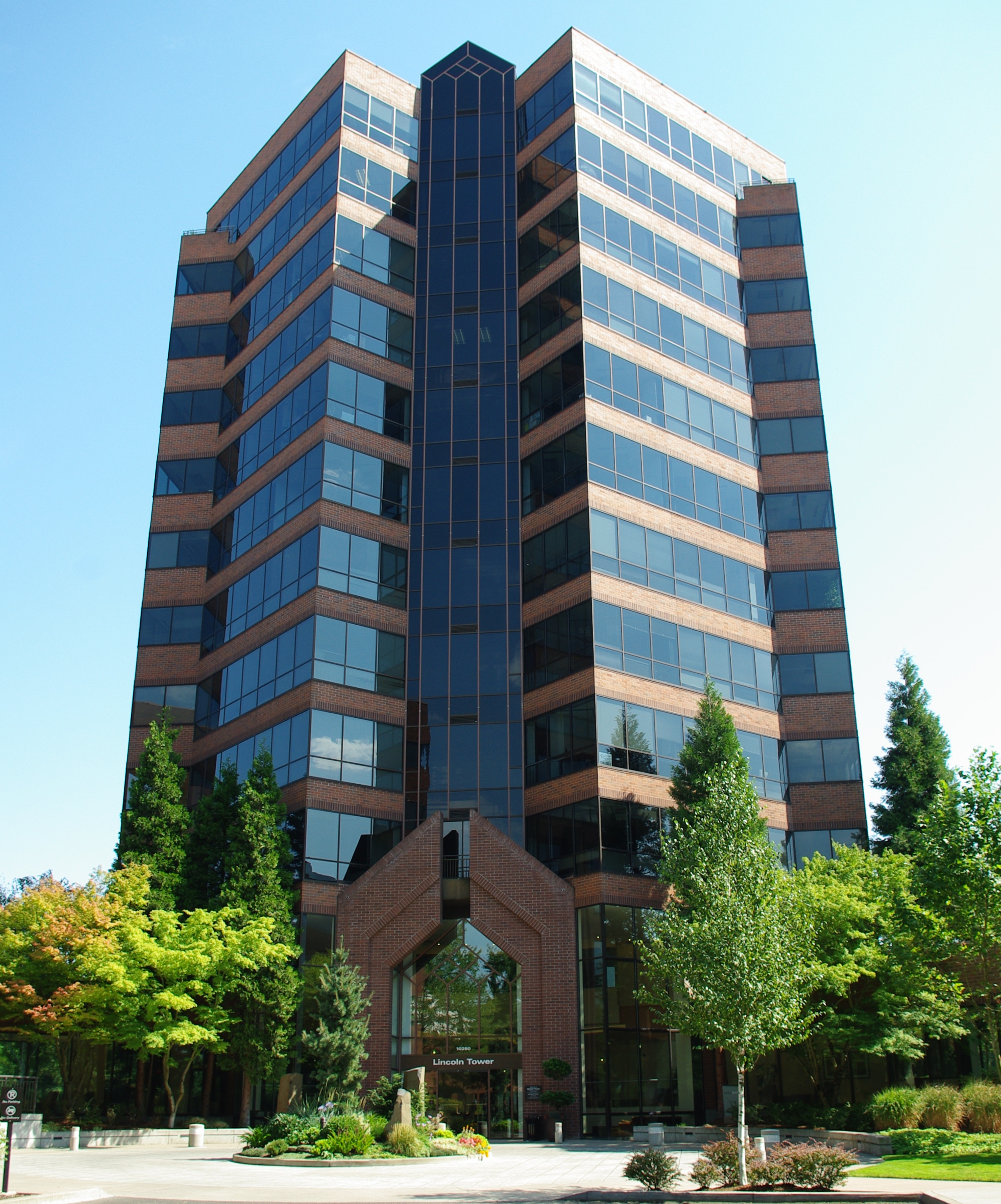
A Lincoln Tower

A Wilson M. Tigard fia által 1880-ban épített John Tigard House a SW Pacific Highway és a SW Gaarde Street sarkán készült el; az 1970-es években a Tigard Area Historical and Preservation Association mentette meg a lebontástól. 1979-ben felkerült a történelmi helyek listájára; ma a SW Canterbury Lane és SW 103rd Road határolja.
A Portland Rose Festival ideje alatt tartott, nyaranta megrendezett Tigard Festival of Balloonst a Tigard High School közelében lévő Cook Parkban tartják.
A megye legmagasabb épülete a 12 szintes Lincoln Tower.

## Nevezetes személyek
- Kaitlin Olson – színész
- Katherine Dunn – író
- Kevin Duckworth – baseballjátékos
- Larry Galizio – politikus
- Margaret Bechard – író
- Mike Erickson – üzletember, politikus
- Mike Kinkade – baseballjátékos
- Owen Marecic – labdarúgó
- Sammy Carlson – síelő

## Fordítás
Ez a szócikk részben vagy egészben  a   Tigard, Oregon című angol Wikipédia-szócikk ezen változatának fordításán alapul.  Az eredeti cikk szerkesztőit annak laptörténete sorolja fel. Ez a jelzés csupán a megfogalmazás eredetét és a szerzői jogokat jelzi, nem szolgál a cikkben szereplő információk forrásmegjelöléseként.